# Joey Travolta
Pour les articles homonymes, voir Travolta.
Joey Travolta (né le 14 octobre 1950) est un acteur, réalisateur, producteur, scénariste, monteur et compositeur (américain).

## Biographie
Joey est né dans une famille d'acteurs de six enfants (deux frères et trois sœurs : John, Sam, Margaret, Ellen et Ann). Son père Salvatore, footballeur semi-professionnel qui deviendra commerçant et collaborateur d'une firme de pneus, est fils d'un immigré italien napolitain. Sa mère, Helen Cecilia (née Burke), est d'origine irlandaise. Elle fut actrice, réalisatrice et chanteuse (dans un groupe de radio locale, les Sunshine Sisters) puis professeur d'anglais et d'art dramatique.

## Filmographie

### Comme acteur
- 1979 : Sunnyside : Nick Martin
- 1981 : L'Enfer en quatrième vitesse (Car Crash) : Paul
- 1982 : Rosie: The Rosemary Clooney Story (TV) : Dante
- 1983 : The Prodigal : Tony
- 1986 : Hollywood Vice Squad : Stevens
- 1987 : Hunter's Blood : Marty Adler
- 1987 : They Still Call Me Bruce : Ronnie, NAG Leader
- 1987 : Amazon Women on the Moon : Butch (segment « Amazon Women on the Moon »)
- 1988 : Daddy Can't Read (TV) : Bobby
- 1988 : Splash, Too (TV) : Jerry
- 1989 : Ghost Writer (TV) : Bee-Jay
- 1990 : American Born : Patsy
- 1990 : Sinners : Jerry
- 1990 : Night of the Wilding : Paul
- 1990 : Snow Kill (TV) : Myles
- 1990 : Wilding : Robert Meyers
- 1991 : L'embrouille est dans le sac (Oscar) : Ace
- 1993 : No Escape, No Return : Stark
- 1993 : Tueur sur commande (Da Vinci's War) : Frank Da Vinci
- 1993 : Beach Babes from Beyond : Dr Veg
- 1994 : Les 3 ninjas contre-attaquent (3 Ninjas Kick Back) : Mustangs Coach
- 1994 : Le Flic de Beverly Hills 3 (Beverly Hills Cop III) : Giolito
- 1995 : The Last Game
- 1995 : Une femme à abattre (To the Limit): Frank DaVinci
- 1996 : Dangerous Cargo : Mr. Smith
- 1997 : Dumb Luck in Vegas : Geno
- 1998 : Susan a un plan (Susan's Plan) : Bartender
- 1999 : Basket (The Basket) : Charlie Cohn
- 2001 : Accroché (Nailed) : Uncle Dave
- 2004 : Skeleton Man (TV) : Sheriff
- 2004 : A Lousy Ten Grand : Sal Bufano

### Comme réalisateur
- 1994 : Hard Vice
- 1996 : Los Angeles Heat (L.A. Heat) (série TV)
- 1996 : Le Monde de minus (Earth Minus Zero)
- 1996 : Navajo Blues
- 1997 : Question de confiance (Matter of Trust)
- 1997 : Piégée (en) (Laws of Deception)
- 1997 : Dumb Luck in Vegas
- 1997 : Chérie, j'ai rétréci les gosses (Honey, I Shrunk the Kids: The TV Show) (série TV)
- 1998 : Mel (TV)
- 1999 : Detour
- 2000 : Deux escrocs, un fiasco (Partners) (TV)
- 2000 : Enemies of Laughter
- 2002 : Waitin' to Live
- 2002 : The House Next Door
- 2003 : Arizona Summer
- 2006 : Final Move

### Comme producteur
- 1990 : American Born
- 1990 : Sinners
- 1993 : Tueur sur commande (Da Vinci's War)
- 1994 : Hard Vice
- 1995 : Une femme à abattre (To the Limit)
- 1996 : Navajo Blues
- 1997 : Piégée (en) (Laws of Deception)
- 1998 : Mel
- 2000 : Deux escrocs, un fiasco (Partners) (TV)
- 2000 : Enemies of Laughter
- 2002 : Waitin' to Live
- 2002 : The House Next Door
- 2003 : Arizona Summer
- 2006 : Final Move

### Comme scénariste
- 1994 : Hard Vice
- 1995 : Une femme à abattre (To the Limit)
- 1997 : Dumb Luck in Vegas

### Comme monteur
- 1998 : Mel

### Comme compositeur
- 1997 : Piégée (en) (Laws of Deception)

## Anecdotes
Joey est le frère du chanteur, danseur, acteur et producteur de cinéma John Travolta.